# EIF4E3
EIF4E3 (англ. Eukaryotic translation initiation factor 4E family member 3) – білок, який кодується однойменним геном, розташованим у людей на короткому плечі 3-ї хромосоми.  Довжина поліпептидного ланцюга білка становить 224 амінокислот, а молекулярна маса — 24 441.
| 10         |  | 20         |  | 30         |  | 40         |  | 50         |
| ---------- |  | ---------- |  | ---------- |  | ---------- |  | ---------- |
| MALPPAAAPP |  | AGAREPPGSR |  | AAAAAAAPEP |  | PLGLQQLSAL |  | QPEPGGVPLH |
| SSWTFWLDRS |  | LPGATAAECA |  | SNLKKIYTVQ |  | TVQIFWSVYN |  | NIPPVTSLPL |
| RCSYHLMRGE |  | RRPLWEEESN |  | AKGGVWKMKV |  | PKDSTSTVWK |  | ELLLATIGEQ |
| FTDCAAADDE |  | VIGVSVSVRD |  | REDVVQVWNV |  | NASLVGEATV |  | LEKIYELLPH |
| ITFKAVFYKP |  | HEEHHAFEGG |  | RGKH       |  |            |  |            |

A: Аланін

C: Цистеїн

D: Аспарагінова кислота

E: Глутамінова кислота

F: Фенілаланін

G: Гліцин

H: Гістидин

I: Ізолейцин

K: Лізин

L: Лейцин

M: Метіонін

N: Аспарагін

P: Пролін

Q: Глутамін

R: Аргінін

S: Серин

T: Треонін

V: Валін

W: Триптофан

Кодований геном білок за функцією належить до факторів ініціації. 
Задіяний у таких біологічних процесах як регуляція трансляції, біосинтез білка, альтернативний сплайсинг. 
Білок має сайт для зв'язування з РНК. 